# Pietro Carlo Guglielmi
Pietro Carlo Guglielmi (genannt Guglielmino, * 11. Juli 1772 in London; † 28. Februar 1817 in Neapel) war ein italienischer Komponist.

## Leben
Der Sohn von Pietro Alessandro Guglielmi studierte am Conservatorio Santa Maria di Loreto. Er lebte als Opernkomponist in Madrid, Neapel, Lissabon, Paris und London. Von 1814 bis 1816 war er Kapellmeister in Massa di Carrara.
Er komponierte fast fünfzig Opern, die zu ihrer Zeit großen Erfolg hatten.